# Космологічна стала
Космологічна стала — параметр рівняння Ейнштейна, яке описує метрику простору-часу та її зв'язок з речовиною. Позначається зазвичай грецькою літерою {\displaystyle \Lambda \,}.
Особливістю космологічної сталої є те, що вона є однаковою для всього простору.
Альберт Ейнштейн дописав член із космологічною сталою до своїх рівнянь для того, щоб отримати стаціонарний Всесвіт. Однак, було показано, що отриманий Ейнштейном розв'язок все одно нестабільний. Окрім того, астрономічні спостереження показали, що Всесвіт розширюється, про що свідчить червоний зсув спектральних ліній. Тому Ейнштейн відмовився від космологічної сталої.
Однак, інтерес до космологічної сталої відновився у зв'язку з новими спостереженнями над рухом галактик, які свідчать про існування у Всесвіті більшої маси, ніж можна спостерігати — темної матерії. Тому точне числове значення космологічної сталої залишається невідомим.
Хоча космологічна стала входить у рівняння Ейнштейна окремим членом, їх можна переписати таким чином, щоб включити цей член в тензор енергії-імпульсу й інтерпретувати як сталу всюди енергію вакууму, або темну енергію.